# Laetitia Maria van Habsburg-Lotharingen
Laetitia Maria Nora Anna Joachim Zita (Brussel, 23 april 2003) Prinses van België, Aartshertogin van Oostenrijk-Este is het vijfde en jongste kind van aartshertog Lorenz van Oostenrijk-Este en prinses Astrid van België. Zij is veertiende in lijn voor de troonopvolging van België. 
Prinses Laetitia Maria werd geboren in de Algemene Kliniek Sint-Jan.
Haar peter is tevens haar broer prins Joachim van België en haar meter is prinses Nora Elisabeth van Liechtenstein, dochter van vorst Frans Jozef II van Liechtenstein.
Net zoals haar broers en zussen vóór haar, ging prinses Laetitia Maria sinds 2006 voor het basisonderwijs naar het Nederlandstalige Sint-Jan Berchmanscollege in Brussel. In 2015 zou zij er naar de middelbare school gaan, maar er bleek bij aanmelding geen plek meer voor haar te zijn. Uiteindelijk werd besloten haar naar een school in Engeland te sturen.